# زدورف (لاونبورگ)
زدورف (به آلمانی: Seedorf) یک شهر در آلمان است که در هرتسوگتوم لاونبورگ واقع شده‌است. زدورف ۵۱۸ نفر جمعیت دارد.